# Jumma
Jumma ist die Sammelbezeichnung der elf Stämme der Chittagong Hill Tracts in Bangladesch.
Die beiden größten Stämme sind die Chakma und die Marma, die zusammen 350.000 Mitglieder zählen. Die Chakma und Marma sind Buddhisten. Andere Stämme sind Christen, Hindus oder praktizieren traditionelle Religionen. Da die Chittagong Hill Tracts sehr steil und zerklüftet sind, müssen die Jumma Wanderwirtschaft betreiben, um das Land bestmöglich nutzen zu können. Nach der Ernte ziehen sie weiter und erlauben dem Boden so, sich zu erholen. Die ortsübliche Bezeichnung für diese Art der Landwirtschaft ist Jhum, weshalb diese Stämme den Namen Jumma tragen. Der Stamm der Mru lebt entfernt von den anderen Stämmen auf den Berghöhen in Häusern auf hohen Stelzen.

## Probleme
Der Staat Bangladesch ignoriert die Jumma mehr oder weniger vollständig. Er betrachtet die Chittagong Hill Tracts seit langem als ungenutztes Land, auf dem sie arme bengalische Familien ansiedeln kann. Zudem sind sie Übergriffen durch Angehörige des Militärs ausgesetzt. Seit Bangladesch im Jahre 1971 seine Unabhängigkeit erlangte, wurden in einem genozidalen Feldzug Angehörige der Jumma ermordet, gefoltert, vergewaltigt und ihre Siedlungen niedergebrannt. So wurden die Jumma in den letzten 40 Jahren zur Minderheit.